# Pirkəkə
Pirkəkə è un comune dell'Azerbaigian situato nel distretto di Ağdaş. Conta una popolazione di 1.090 abitanti.